# Josep Bastons i Fàbrega
Josep Bastons i Fàbrega   (Palafrugell, 27 de juny de 1927 - Palafrugell, 5 de desembre de 2023) fou tapisser per tradició familiar i músic per vocació, així com vocalista, instrumentista de bateria, guitarra, guitarra elèctrica i baix elèctric i fundador del grup d'havaneres Peix Fregit.

## Biografia

### Origen i infància
Neix a Palafrugell el 27 de juny de 1927. Fill de Lluis Bastons Forgas i Carme Fàbrega Bach, la família paterna eren basters i tenien botiga al carrer Estret de Palafrugell i la família materna eren teixidors
Va començar els estudis a l'escola dels germans Maristes de Palafrugell, després va passar per “la Vila”, “Can Peya” i el col·legi Mercantil hispano-francès. Als catorze anys s'estrena com a cantant al Casal Popular, amb una obra de teatre interpretada només per dones anomenada “Blancaneus” cantant-hi la “Cançó del príncep”. En ser una obra només per noies, ell cantava darrere del taló.
Als setze anys comença els estudis de solfa amb el mestre Frederic Sirés i Puig per entendre les partitures i saber-les tocar. Amb el mestre Sirés va establir una gran amistat i aquest el va fer partícip de tots els seus projectes, al Casal, al Centre Fraternal, al Cercle Mercantil, etc. Cada vegada que componia una cançó li feia aprendre a en Josep Bastons per veure com sonava.
Per una malaltia, en Josep va haver de fer força repòs, i allà, amb una guitarra que li havien regalat, va aprendre tan sols amb un mètode. Cal remarcar que en Joan Poch en certes ocasions ja li havia deixat la seva guitarra i li havia ensenyat a col·locar els dits per fer-hi els acords.
Al cap de poc, va formar part d'un grup d'harmòniques anomenat “Armonías de Juventud” al Casal Popular, amb en Tomás Cervera, Lluis Mallart, Manel Janó, Bernat Caussa i Joan Poch. Poc després va formar el grup "Hula" amb en Manel Iglesias, Joan Espada i Gabriel Castelló. Anaven a fer serenates nocturnes a les cases de les noies i els serenos els acompanyaven fent callar la gent que es trobava pel carrer.

### La música i la feina de tapisser
Alhora que començava amb els estudis de música també va començar amb l'ofici familiar de baster-tapisser, però no fou fins als 18 anys (1945) que va anar a Barcelona a aprendre l'ofici de tapisser a la casa Grau Hermanos. Allà s'hi va estar tres anys d'aprenent i tan bon punt va tornar a Palafrugell ja li van proposar d'ocupar-se de la tapisseria de la residència que els Ventosa tenien a Ses Falugues. Aquests alhora es van encarregar de gestionar-li l'exempció de fer el servei militar gràcies als molts contactes de què disposaven.
En tornar a Palafrugell va poder reprendre la seva vocació i va decidir provar sort als diferents concursos de cantants aficionats com Primer aplauso, Lluvia de estrellas i Hacia la fama, entre d'altres, on sempre quedà molt ben classificat.

#### Els primers contactes amb les orquestres
Els primers contactes amb orquestres es van produir ben aviat doncs en Frederic Sirés i Puig] era director de l'Orquestra Primavera i convidava en Josep Bastons a cantar amb ells sempre que els contractaven per fer un ball de quintos o de modistilles. També el cridaven de la Principal de Palafrugell sempre que els calia un substitut, aleshores no existia la figura de vocalista atès que cantaven tots els músics junts en un embut metàl·lic de llauna que els feia d'altaveu.

##### Orquestra Maravella
L'any 1954 li proposen integrar-se com a cantant a l'Orquestra Maravella, i sense pensar-ho, l'endemà es va presentar per fer la prova i de seguida li van oferir quedar-s'hi. Sortosament l'època de més feina amb l'orquestra coincidia amb l'època de vacances del taller. Val a dir que en aquella època el seu pare era prou valent per ocupar-se'n.
L'any 1955 uns quants músics palafrugellencs de l'Orquestra Maravella van decidir fundar una nova orquestra, i ell s'hi va afegir per tal d'estalviar-se la incomoditat de perdre tot un dia en el desplaçament en autobús a Caldes de Malavella on hi tenia la seu.

##### Conjunt Tropicana
Durant el canvi, van improvisar el conjunt Tropicana amb en Joaquim Ribas, Lluis Palet, Jaume Esteve, Emili Juanals, Josep Maria Bofill i en Josep Bastons. L'èxit va ser desmesurat i fins i tot va arribar a ser considerada la millor orquestrina del país.

##### Orquestra Costa Brava
Tal com estava previst, l'any 1956 creen l'Orquestra Costa Brava, on ell hi cantava i tocava la bateria.

##### Les orquestres franceses
L'any 1962 decideix deixar la feina de músic pensant que ja havia aconseguit tot allò que un músic pot aconseguir i es va dedicar plenament al negoci familiar. Aquell mateix any, un amic li va comentar que una orquestra perpinyanenca, la Maurice Rigola, necessitava un vocalista temporalment i com les actuacions es desenvolupaven els cap de setmana va creure convenient acceptar l'oferta i compaginar la feina de tapisser amb la de músic. Al cap de quatre anys l'orquestra es va dividir i ell va passar a l'orquestra Lou Torrent, on s'hi va estar quatre anys més. Després va passar a la Wils, on va romandre dos anys. En total la seva estada a les orquestres franceses va durar deu anys.

#### Els inicis al món de l'havanera
Establert definitivament a Palafrugell, l'any 1972 es va iniciar amb el mestre Frederic Sirés, la Maria Cervera i en Manel Iglesias per trobar-se a la terrassa del bar Jazmin del que ella era propietària per cantar aquelles peces per tots conegudes com són “La Rosina”, “Allà en La Habana” o “Salió de Jamaica”, però sempre sense una denominació definida.

##### El grup Peix Fregit
L'any 1974 l'Ernest Morató Vigorós, component del grup d'havaneres Port-Bo, els proposa per anar a cantar a la Cantada d'havaneres de Calella de Palafrugell, però havien de trobar un nom a la nova formació. És en Manel Iglesias l'encarregat de batejar el grup i l'anomena "Peix Fregit". D'aquesta manera en Josep Bastons, la Maria Cervera i en Manel Iglesias formen el grup d'havaneres.
L'any 1992 en Josep Bastons es jubila de la feina de tapisser dedicant-se en exclusiva a la feina de músic i compositor.
L'any 2005 rep el premi que atorga la vila de Palafrugell, “Peix Fregit de l'any" per la seva trajectòria musical.
L'any 2007, en complir els 80 anys i després de 33 anys en actiu, es retira del grup Peix Fregit i es dedica a la composició musical. Al llarg de la seva carrera, el grup Peix Fregit tingué formació de trio i hi passaren diversos components: Maria Cervera (1972-1976), Manel Iglesias (1972-1980), Pere Savalls (1976-1990), Pere Bahí (1980-1987), Josep Cruañas (1990-1999), Jordi Tormo (1987-) i Pep Nadal (1999-). En l'actualitat el grup està format per Jordi Tormo, Pere Molina i Norbert Torrecillas.

## Premis i reconeixements
L'any 2005 rep el premi que atorga la vila de Palafrugell, “Peix Fregit” per la seva trajectòria musical. L'any 2012 ha rebut diversos homenatges i cantades dedicades com el 10è Festival d'havaneres de Sant Pol de Mar, la 31a Mostra de l'Havanera Catalana de Palamós i la XXIX Trobada de cantaires d'havaneres al cor de Catalunya: Manresa.
L'any 2016 rep la Creu de Sant Jordi de la Generalitat de Catalunya i la Medalla d'Honor de la Vila de Palafrugell.

## Divulgació

### Composicions[11]
Avui dia (2012) té més de 85 composicions creades, tantes com anys de l'artista (la següent llista pot ser incompleta per les composicions posteriors).

Totes les peces de la llista són amb música d'ell, amb els autors de les lletres entre parèntesis:
- 1976 Lluny de ma terra (Jacint Verdaguer).
- 1977 Mariner de terra endins (Narcisa Oliver).
- 1977 Records (Narcisa Oliver).
- 1977 El pensament (Narcisa Oliver) [Havanera].
- 1977 El cremat (Josep Marti Clarà “Bepes”).
- 1977 Confiança (Avi Quimet).
- 1977 Negro Abelardo (Jaume Pol Girbal) [Havanera].
- 1981 L'Avi Mèlio (Narcisa Oliver).
- 1981 Calella de les havaneres (Jaume Pol Girbal).
- 1981 La Sirena.
- 1981 El mar m'atrau (Francesc Mas Abril).
- 1981 Tamariu (Narcisa Oliver) [Havanera].
- 1988 Cançó del verd mar (Alfred Almeda) [Havanera].
- 1988 La sirena de Begur (Pasqual Joan i Lloret).
- 1988 Mare si fos mariner (Miquel Martí i Pol) [Havanera].
- 1992 El vell veler (Anna Brunet) [Havanera].
- 1992 Un cant a la gavina (Alfred Almeda).
- 1993 Lola la tavernera (Carles Casanovas) [Rumba].
- 1994 Vine al mar (Narcisa Oliver).
- 1995 A cau d'orella (Carles Casanovas) [Havanera].
- 1996 La xalana (Carles Casanovas).
- 1997 La xefla (Carles Casanovas).
- 1998 La barca de suro (Tòfol Mus) [Havanera].
- 1998 Menorca (Tòfol Mus).
- 1998 Qualsevol dia (Tòfol Mus).
- 1998 T'estic perdent (Tòfol Mus).
- 1998 Quan tu vulguis (Tòfol Mus).
- 1998 Berguiner (Tòfol Mus).
- 1998 El meu secret (Carles Casanovas) [Valset].
- 1999 Cerca del río (Concha Palomar).
- 1999 Tossa estimada (Jaume Romaguera).
- 1999 Entre onades (Andreu Navarro).
- 2000 La Pepa del port (Carles Casanovas).
- 2000 Amor perdut (Carles Casanovas).
- 2000 Una vela llatina (Anna Brunet) [Havanera].
- 2000 Dubte (Tòfol Mus).
- 2000 Sireneta (Tòfol Mus).
- 2000 Somriure (Tòfol Mus).
- 2000 Per què? (Tòfol Mus).
- 2000 Balandreig (Tòfol Mus).
- 2001 Captius (Tòfol Mus).
- 2001 A la ronsa (Tòfol Mus).
- 2001 Què s'ha fet (Tòfol Mus).
- 2001 La sirena i la lluna (Carles Casanovas) [Havanera].
- 2002 Lluna plena (Tòfol Mus) [Havanera].
- 2002 Follia (Tòfol Mus). [Havanera].
- 2003 Tango arrabalero (Carles Camos).
- 2003 Capo' cançó de la màfia (Telma Romaní).
- 2004 Barba-Roja (Carles Casanovas).
- 2004 Barquejant (Carles Casanovas).
- 2005 El vell Llançà (Josep Maria Salvatella).
- 2005 Si em demanessin (Tòfol Mus) [Havanera].
- 2005 Al mar (Josep Miquel Servià) [Havanera].
- 2006 Te perd (Tòfol Mus).
- 2006 La cabana (Carles Casanovas).
- 2007 No sé (Antoni Mas) [bolero].
- 2007 El día y la noche (Miquel Guiu).
- 2007 la meva fada (Miquel Guiu).
- 2007 Serenor (Miquel Guiu).
- 2007 Cap a tu (Tòfol Mus) [Rumba].
- 2008 El concert (Carles Casanovas).
- 2008 Jo sé una havanera (Carles Casanovas) [Havanera].
- 2008 La fada i la bruixa (Carles Casanovas).
- 2009 Si tornés (Tòfol Mus).
- 2009 Vola barca meva (Tòfol Mus) [Havanera - Valset].
- 2009 Alguns matins (Tòfol Mus).
- 2009 M'encantaria (Tòfol Mus).
- 2010 Poble (Tòfol Mus).
- 2010 Camins (Carles Casanovas) [Bolero].
- 2010 Olor de salanc (Isabel Mitats).
- 2010 Enhorabona (Tòfol Mus).
- 2010 Vella guitarra (Tòfol Mus).
- 2010 Sa clau (Tòfol Mus).
- 2010 Calafell (Joan Nin) [Rumba].
- 2010 Enamorar-se (Tòfol Mus).
- 2010 Vull tornar-te a veure (Tòfol Mus).
- 2011 No t'aturis (Tòfol Mus).
- 2011 Cercant sa tonada (Tòfol Mus) [Havanera].
- 2012 El barraler (Carles Casanovas) [Havanera].

## Discografia
Amb les discogràfiques entre parèntesis

### Amb l'Orquestra Maravella
- 1955 Cantando a Mallorca (Zafiro).
- 1955 Dias felices en Mallorca (Iberofon).

### Amb elGrup Peix Fregit
- 1976 Calella de Palafrugell Habaneras (Discophon).
- 1978 Havaneres i cançons de l'Empordà (Discophon).
- 1978 Habaneras (Discophon).
- 1981 Habaneras “Peix Fregit” (Discophon).
- 1987 Habaneras (DCD S.A.).
- 1990 Mare si fos mariner (Audiovisuals de Sarrià).
- 1992 Rosa dels vents (DK-90).
- 1994 Les nits a La bella Lola (Cosmopolitan Caribean Music).
- 1994 Raballa (DK-90).
- 1995 Tamariu (DK-90).
- 1995 Habaneras en Calella de Palafrugell (Dindi Records).
- 1997 Grup “Peix Fregit” 25 anys (DK-90).
- 2000 Vela llatina (Audiovisuals de Sarrià).
- 2000 Habaneras de la costa (Arcade Music Co. España, S.A.).
- 2000 Mostra de l'havanera catalana de Palamós (Picap S.L.).
- 2001 Habaneras y canciones de mar (Rise International Music).
- 2002 XXXV Cantada d'havaneres Calella de Palafrugell (TVC Edicions).
- 2002 Sirenes (Audiovisuals de Sarrià).
- 2004 Sardanes a la taverna (Picap, S.L.).
- 2005 Salabror (Audiovisuals de Sarrià).
- 2007 Cap a tu (Audiovisuals de Sarrià).

## Història arxivística
El 2015 Josep Bastons va donar a l'Arxiu Municipal de Palafrugell el seu fons. L'integren 54 cançons d'altres autors, la majoria de les quals són havaneres amb lletra de Josep Martí i Clarà i música de Ricard Viladesau. També es troben altres tipus de cançons i autors com Josep Colomer i Trias, Glòria Morera, Alfred Almeda, Helena Jové, Josep Miquel Servià i Albert Sàbat. Moltes partitures són originals a llapis i en algun cas no han estat publicades. Les còpies en net a tinta són realitzades per Josep Bastons.